# 池田学
池田 学（いけだ まなぶ、1980年7月3日 - ）は、大阪府出身の元サッカー選手。現役時代のポジションはディフェンダー。

## 来歴・人物
地元の茨木市でサッカーを始め、中学時代はガンバ大阪の下部組織でプレーする。当時は大黒将志らと同期であった。静岡の清水商業高校を経て、1999年に浦和レッドダイヤモンズに入団。
1999年のJ1最終戦で、浦和レッズのJ2降格決定後に福田正博のVゴールが決まった後、J1残留が決まったと勘違いして福田に抱きついたが、本人のブログ によれば、池田には試合に集中させるため、延長戦突入時点でJ2降格が決定したことを伝えなかったという。
ルーキーイヤーにはFIFAワールドユース選手権ナイジェリア大会直前にフィリップ・トルシエ監督率いるU-20日本代表メンバーに追加招集されたが、ナイジェリア入国のための感染症予防接種が間に合わず、参加できなかった。トルシエは池田の能力を評価しており、その後もU-22代表候補、A代表候補合宿に招集していた。
ヴェルディ川崎に入団内定の報道が先行したが、高校時代の先輩である小野伸二からのラブコールを受け浦和に入団したいきさつがある。高さとスピードと強さを兼ね備えたDFとして期待されたが、プロになってからはたびたび大きな怪我に悩まされ、潜在能力を発揮できなかった。
2005年、FCホリコシ（現・アルテ高崎）への移籍が決まったが、早期に退団した模様で選手登録はされなかった。
現役引退後、本人のブログにて同年8月25日に住友不動産販売（阿佐ヶ谷営業センター）に中途入社し、2005年度の宅地建物取引士に合格した事を公表。幼少の頃より不動産に興味があり、リタイア後の職業として不動産業に携わることしか考えなかったとインタビューで語っている。2006年10月に三菱UFJ不動産販売へ転職し、同社大宮センター勤務ののち2008年9月より浦和センターに異動。
2018年11月11日付で三菱UFJ不動産販売を退職。
その後、熊谷でロボサッカースクールを始める。
2020年3月1日付で浦和レッズ ハートフルクラブコーチに就任。
2022年7月現在も元浦和レッズ選手としてイベントやインタビューなどに登場する活動も行っている。
無類のカレー好きである。

## 所属クラブ
ユース経歴
- Tom FC
- 1993年 - 1995年 ガンバ大阪ジュニアユース
- 1996年 - 1998年 清水商業高校

プロ経歴
- 1999年 - 2002年 浦和レッドダイヤモンズ
- 2003年 - 2004年 湘南ベルマーレ
- 2005年 FCホリコシ

## 個人成績
| 国内大会個人成績 | 国内大会個人成績 | 国内大会個人成績 | 国内大会個人成績 | 国内大会個人成績 | 国内大会個人成績 | 国内大会個人成績 | 国内大会個人成績  | 国内大会個人成績 | 国内大会個人成績 | 国内大会個人成績 | 国内大会個人成績 |
| 年度             | クラブ           | 背番号           | リーグ           | リーグ戦         | リーグ戦         | リーグ杯         | リーグ杯          | オープン杯       | オープン杯       | 期間通算         | 期間通算         |
| 年度             | クラブ           | 背番号           | リーグ           | 出場             | 得点             | 出場             | 得点              | 出場             | 得点             | 出場             | 得点             |
| 日本             | 日本             | 日本             | 日本             | リーグ戦         | リーグ戦         | リーグ杯         | リーグ杯          | 天皇杯           | 天皇杯           | 期間通算         | 期間通算         |
| ---------------- | ---------------- | ---------------- | ---------------- | ---------------- | ---------------- | ---------------- | ----------------- | ---------------- | ---------------- | ---------------- | ---------------- |
| 1999             | 浦和             | 27               | J1               | 17               | 2                | 3                | 0                 | 2                | 1                | 22               | 3                |
| 2000             | 浦和             | 27               | J2               | 0                | 0                | 0                | 0                 | 0                | 0                | 0                | 0                |
| 2001             | 浦和             | 27               | J1               | 13               | 0                | 4                | 0                 | 3                | 0                | 20               | 0                |
| 2002             | 浦和             | 27               | J1               | 0                | 0                | 0                | 0                 | 0                | 0                | 0                | 0                |
| 2003             | 湘南             | 27               | J2               | 13               | 0                | -                | -                 |                  |                  |                  |                  |
| 2004             | 湘南             | 27               | J2               | 1                | 0                | -                | -                 |                  |                  |                  |                  |
| 2005             | ホリコシ         | -                | JFL              | -                | -                | -                | -                 | -                | -                | 0                | 0                |
| 通算             | 日本             | 日本             | J1               | 30               | 2                | 7                | 0                 | 5                | 1                | 42               | 3                |
| 通算             | 日本             | 日本             | J2               | 14               | 0                | 0                | 0\|\|\|\|\|\|\|\| |                  |                  |                  |                  |
| 通算             | 日本             | 日本             | JFL              | -                | -                | -                | -                 | -                | -                | 0                | 0                |
| 総通算           | 総通算           | 総通算           | 総通算           | 44               | 2                | 7                | 0\|\|\|\|\|\|\|\| |                  |                  |                  |                  |

## 代表歴
- U-20日本代表
- U-22日本代表
- 日本代表候補